# Csajághy Károly (plébános)
Csajági Csajághy Károly (Bács, 1815. október 29. – Budapest, Ferencváros, 1905. február 7.) egyházi jogtudor, pécs-egyházmegyei esperes-plébános, Csajághy Márton és Csajághy Sándor csanádi püspök testvéröccse.

## Élete
A gimnáziumot magánúton és Baján 1832-ben végezte; azután a pécsi papnevelő-intézetbe vették föl, ahol a bölcseletet és teológiát tanulta. 1838-ban misés pappá szentelték föl, mire Sombereken és Dunaszekcsőn káplánkodott. 1843-tól a pécsi papnevelőben az alumnusok igazgatója és a teológia tanára volt. 1854-ben Babarcra, 1861-ben Szentkirályra, 1874-ben Szászvárra ment plébánosnak; 1879-ben nyugalomba vonult és Budapestre költözött.
Mint vidéki levelező irt 1838–50-ig előbb a Nemzeti Ujságba és melléklapjába a Hasznos Mulatságokba, azután a Jelenkorba, Hirnökbe, Magyar Sionba (1838) és a Közleményekben (1841), az 1850-es években különféle cikket a Religióba és Családi Lapokba neve alatt vagy -y. jeggyel. A pécsi Egyházi Töredékekben megjelent egy hosszabb értekezése a vegyes házasságokról sat.

## Munkái
- Egyházi gyászbeszéd, melyet a mohácsi vérmezőn, ama szerencsétlen Lajos-csata napján (aug. 29.) mondott. Pest, 1840
- Adserta e jure naturae et ecclesiastico. Pestini, 1847

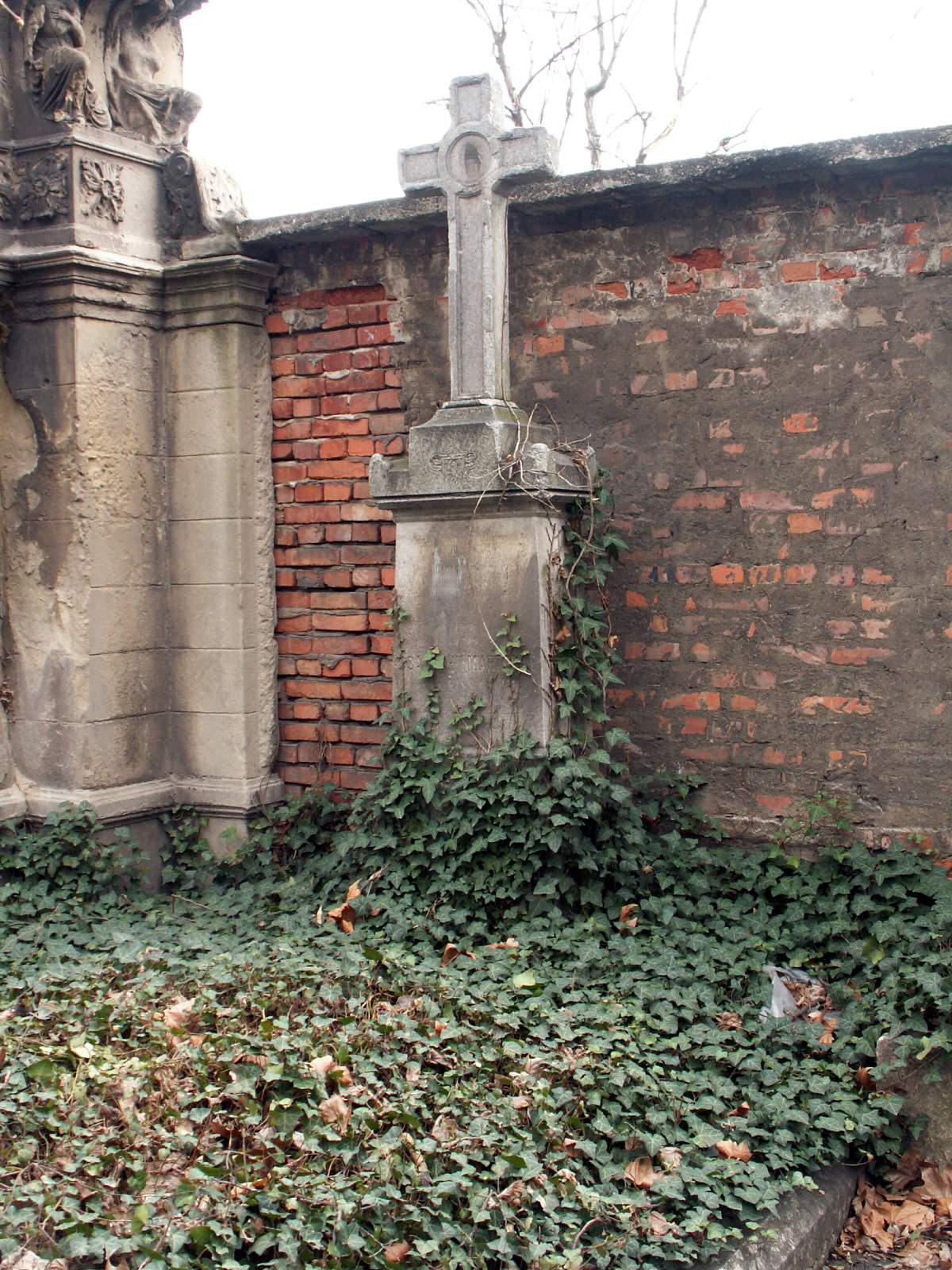
Sírja a Fiumei úti sírkertben (Jobb oldali falsírboltok, jobb-409)